# Steinkreis von Rønneld
Der Steinkreis von Rønneld (norwegisch Steinring ved Rønneld) liegt am Rande eines Fichtenwaldes in Skjeberg, südöstlich von Sarpsborg in der Fylke Østfold in Norwegen.
Der Platz besteht aus dem Steinkreis, den Resten zweier runder Grabhügel und eines Steinkreises. Eine kleine Straße führt durch das Gelände.
Der vollständig erhaltene Steinkreis besteht aus 11 Steinen und hat etwa 20,0 Meter Durchmesser. Die etwa 80 cm hohen, runden Steine stehen im Abstand von etwa 1,5 Meter.
In der Nähe der Straße befindet sich ein einzelner Stein, der Teil eines Steinkreises sein soll, ähnlich dem erhaltenen, aber die anderen Steine gingen verloren, als die Straße gebaut wurde. Die Höhe des verbleibenden runden Steins beträgt etwa 60 cm.
Im Wald südlich des Kreises befinden sich zwei runde Grabhügel von etwa 20,0 Meter Durchmesser und 1,0 bis 2,0 Metern Höhe.
In der Nähe von Sandbakken liegen die Steinringe von Vik.